# 18624 Prévert
18624 Prévert là một tiểu hành tinh vành đai chính với chu kỳ quỹ đạo là 2007.7191223 ngày (5.50 năm).
Nó được phát hiện ngày 27 tháng 2 năm 1998.